# 五十二位

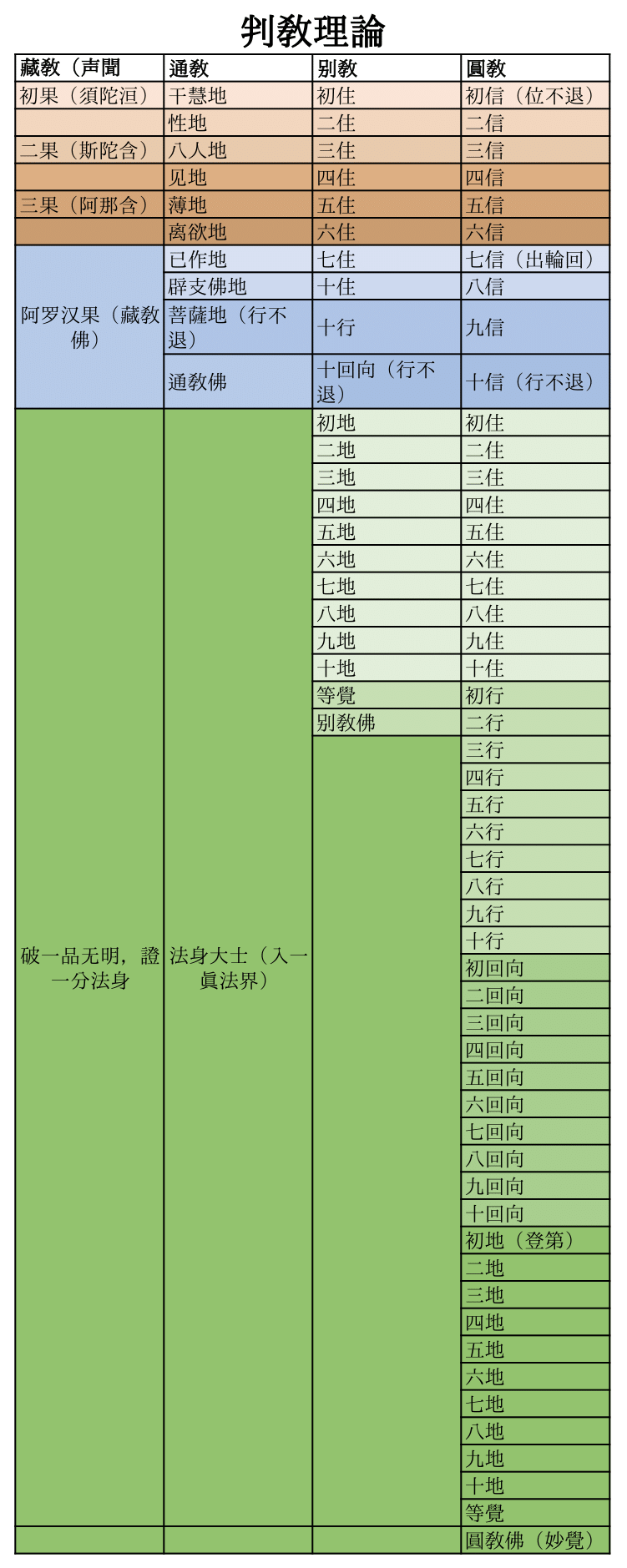

五十二位，菩薩五十二階位，漢傳佛教術語，劃分出菩薩的五十二个阶位。諸經論所說，種種不同，《菩薩瓔珞本業經》舉出四十二賢聖位，合以經中所提十心（十信），由天台宗成立菩薩五十二階位之說。
印度大乘佛教劃分菩薩道為五位，如《成唯識論》。按法相宗說法，此十信至十迴向皆攝屬「資糧位」，四加行為「加行位」，十地之初地為「通達位」或「見道位」，其餘屬「修習位」，妙覺佛果為「究竟位」。

## 五十二位
《菩萨璎珞本业经》中菩萨阶位中的“十信”，与《仁王般若波羅蜜經》卷上《教化品》所说的“习种性十心”相同。菩萨阶位中的“十住”、“十行”、“十迴向”、“十地”，与东晋佛陀跋陀罗译《华严经》卷八、卷十一、卷十四、卷二十三所说的“十住”、“十行”、“十迴向”、“十地”相同。明朝蕅益智旭在《梵网经菩萨心地品玄义》中，就菩萨阶位，称“《璎珞》明五十二位，位次最为周足”。
《華嚴經》中，提到四十二賢聖位中的十住、十行、十迴向、十地，但是是在各品分別陳述，沒有明顯將其組合成一系列的位階。根據《天台四教儀》的觀點，「華嚴明十住十行十迴向為賢，十地為聖，妙覺為佛」，以華嚴經為四十一位。
《仁王经》中提到十善、三贤三十心、十地、佛地，合計五十一位。
《楞嚴經》提到清淨四十一心（乾慧地、十信、十住、十行、十迴向）以及四加行、十地，合計為五十五位真菩提路，有人加上等覺、妙覺，而判定合計五十七位。

#### 前位十信
| 十信心 |        |        |      |      |
| ------ | ------ | ------ | ---- | ---- |
| 信心   | 念心   | 精进心 | 慧心 | 定心 |
| 不退心 | 迴向心 | 护法心 | 戒心 | 愿心 |

#### 四十二贤圣位
| 十住心 （ 习种性 ） |          |          |            |          |
| ------------------- | -------- | -------- | ---------- | -------- |
| 发心住              | 治地心住 | 修行心住 | 生贵心住   | 方便心住 |
| 正心住              | 不退心住 | 童真心住 | 法王子心住 | 灌顶心住 |

| 十行心（性种性） |          |            |          |            |
| ---------------- | -------- | ---------- | -------- | ---------- |
| 欢喜心行         | 饶益心行 | 无嗔恨心行 | 无尽心行 | 离痴乱心行 |
| 善现心行         | 无著心行 | 尊重心行   | 善法心行 | 真实心行   |

| 十迴向心（道种性）     |                        |                |                |                  |
| ---------------------- | ---------------------- | -------------- | -------------- | ---------------- |
| 救护一切众生离相迴向心 | 不坏迴向心             | 等一切佛迴向心 | 至一切处迴向心 | 无尽功德藏迴向心 |
| 随顺平等善根迴向心     | 随顺等观一切众生迴向心 | 如相迴向心     | 无缚解脱迴向心 | 法界无量迴向心   |

| 十地心（圣种性） |        |          |        |        |
| ---------------- | ------ | -------- | ------ | ------ |
| 四无量心         | 十善心 | 明光心   | 焰慧心 | 大胜心 |
| 现前心           | 无生心 | 不思议心 | 慧光心 | 受位心 |

| 第五十一贤 | 入法界心（等觉性） |
| 第五十二贤 | 寂灭心（妙觉性）   |

## 相关
- 菩薩道